# Glafkos (1928)
Glafkos (Y-6) (gr.: Γλαύκος) – grecki okręt podwodny z okresu międzywojennego i II wojny światowej, czwarta zamówiona jednostka typu Protefs. Okręt został zwodowany w 1928 roku we francuskiej stoczni Chantiers Navals Français w Caen, a do służby w Marynarce Grecji wszedł w grudniu 1930 roku. „Glafkos” po inwazji Niemiec na Grecję w 1941 roku operował u boku Royal Navy na Morzu Śródziemnym. 4 kwietnia 1942 roku okręt został zatopiony na Malcie przez niemieckie i włoskie samoloty.

## Projekt i budowa
Jednostka została zamówiona przez rząd Grecji w 1925 roku. Projekt okrętu, autorstwa inż. Jeana Simonota, był bardzo zbliżony do francuskiego typu Sirène i stanowił powiększoną wersję typu Katsonis. Oprócz większych wymiarów i wyporności, wszystkie wyrzutnie torped umieszczono w kadłubie sztywnym.
„Glafkos” zbudowany został w stoczni Chantiers Navals Français w Caen. Stępkę okrętu położono w 1927 roku, został zwodowany w 1928 roku, a do służby w Polemiko Naftiko przyjęto go 1 grudnia 1930 roku. Jednostka otrzymała nazwę nawiązującą do mitologicznego bóstwa morskiego – Glaukosa oraz numer burtowy Y-6. Koszt budowy okrętu wyniósł 119 000 £.

## Dane taktyczno–techniczne
„Glafkos” był dużym okrętem podwodnym o konstrukcji dwukadłubowej. Długość całkowita wynosiła 68,6 m, szerokość 5,73 metra i zanurzenie 4,18 metra. Wyporność w położeniu nawodnym wynosiła 750 ton, a w zanurzeniu 960 ton. Okręt napędzany był na powierzchni przez dwa dwusuwowe silniki wysokoprężne Sulzer o łącznej mocy 1420 koni mechanicznych (KM). Napęd podwodny zapewniały dwa silniki elektryczne o łącznej mocy 1200 KM. Dwuśrubowy układ napędowy pozwalał osiągnąć prędkość 14 węzłów na powierzchni i 9,5 węzła w zanurzeniu. Zasięg wynosił 4000 Mm przy prędkości 10 węzłów w położeniu nawodnym oraz 100 Mm przy prędkości 5 węzłów pod wodą. Zbiorniki paliwa mieściły 105 ton oleju napędowego. Dopuszczalna głębokość zanurzenia wynosiła 85 m.
Okręt wyposażony był w osiem wewnętrznych wyrzutni torped kalibru 550 mm: sześć na dziobie oraz dwie na rufie, z łącznym zapasem 10 torped. Uzbrojenie artyleryjskie stanowiło działo pokładowe Schneider kal. 100 mm L/40, umieszczone na obrotowej platformie na przedzie kiosku, z zapasem amunicji wynoszącym 150 naboi oraz działko plot. kal. 40 mm Mark II L/39.
Załoga okrętu składała się z 41 oficerów, podoficerów i marynarzy.

## Służba
Po upadku Grecji w 1941 roku „Glafkos” (wraz z okrętami podwodnymi „Katsonis”, „Papanikolis”, „Nirefs” i „Triton”) uciekł do Aleksandrii, do której dotarł 25 kwietnia. Okręt operował u boku Royal Navy w składzie 1. Flotylli Okrętów Podwodnych, stacjonując w Aleksandrii. W dniach 21–22 lipca 1941 roku jednostka zatopiła ogniem artylerii dwa niewielkie włoskie żaglowce nieopodal wyspy Rodos. 10 listopada 1941 roku okręt, pod dowództwem kmdr. ppor. B. Aslanoglou, uszkodził w Zatoce Suda torpedą niemiecki statek handlowy „Norburg” (2392 BRT).
4 kwietnia 1942 roku okręt został zatopiony na Malcie podczas bombardowania przez samoloty niemieckie i włoskie.